# IC 5086
IC 5086 ist eine linsenförmige Galaxie vom Hubble-Typ E-S0 im Sternbild Mikroskop am Südsternhimmel. Sie ist schätzungsweise 270 Millionen Lichtjahre von der Milchstraße entfernt.
Das Objekt wurde am 15. September 1897 von Lewis Swift entdeckt.